# إدي كيمبل
إدي كيمبل (بالإنجليزية: Eddie Kimball)‏ هو لاعب كرة قدم أمريكية أمريكي، ولد في 25 أكتوبر 1903، وتوفي في 26 ديسمبر 1990 في بروفو في الولايات المتحدة.

## وصلات خارجية
- إدي كيمبل على موقع كلية كرة السلة في سبورتس رفرنس.كوم (الإنجليزية)